# Dudu Georgescu
Dudu Georgescu (Boekarest, 1 september 1950) is een Roemeens voormalig betaald voetballer.

## Carrière
Georgescu begon in de jeugd van FC Progresul Boekarest en maakte in 1969 zijn debuut op het hoogste niveau. Veel kwam de jonge aanvaller niet aan scoren toe in zijn beginjaren. In 1973 verhuisde hij dan ook naar CSM Reșița, waar hij plots vlot de weg naar de netten vond. Een transfer naar topclub Dinamo Boekarest was het gevolg. In geen tijd groeide Georgescu uit tot de absolute topscorer van de club. Zijn 207 doelpunten in 260 wedstrijden is nog steeds het clubrecord van Dinamo. In 1974/75 scoorde hij 33 keer, hetgeen hem de titel van Europees Topschutter opleverde. Twee seizoenen later (1976/77) deed hij nog beter. Met 47 goals bekroonde hij zich voor de tweede keer tot Europees Topschutter, met het hoogste aantal goals dat een speler ooit in één seizoen in een nationale competitie in de hoogste profklasse had gescoord. Pas in het seizoen 2011/12 verbeterde Lionel Messi (FC Barcelona) na 35 jaar dat record, hij vond 50 maal het net. Ook Cristiano Ronaldo (Real Madrid) kwam in het seizoen 2014/15 tot een iets hogere score, namelijk 48 goals. In eigen land werd Georgescu in 1976 verkozen tot Roemeens Voetballer van het Jaar.
In 1983 trok de 33-jarige aanvaller naar FCM Bacău en nadien nog een paar seizoenen naar Gloria Buzău. Na een korte stop bij nog enkele clubs hield Georgescu het voor bekeken. Hij voetbalde ook van 1973 tot 1984 voor de Roemeense nationale ploeg.

## Erelijst
Roemeens topschutter
1975, 1976, 1977 en 1978
Roemeens Voetballer van het Jaar
1976
Europees Topschutter
1975 en 1977
Roemeens landskampioen
1975, 1977, 1982 en 1983
Winnaar Roemeense Tweede Klasse
1970